# Clinterocera yunnana
Clinterocera yunnana är en skalbaggsart som beskrevs av Moser 1911. Clinterocera yunnana ingår i släktet Clinterocera och familjen Cetoniidae. Inga underarter finns listade i Catalogue of Life.